# Américo
Pour les articles homonymes, voir Américo (homonymie), Domingo et Vega (homonymie).
Américo, né Domingo Johnny Vega Urzúa le 24 décembre 1977 à Arica, est un chanteur chilien. Il s'est fait connaître au sein du groupe tropical Alegría, après quoi il a lancé sa carrière solo subséquente.

## Biographie
Né à Arica, Américo est le fils du chanteur de boléros Melvin «Corazón» Américo et Leyla Urzúa. Il est le plus jeune de huit frères.
Il a collaboré avec des artistes tels que Luis Jara, Maricarmen Marín, Silvestre Dangond, María Colores, Jorge Rojas, Yuri, Rodrigo Tapari, Ángela Leiva, Lucas Sugo, Sarah Lenore, Manuel García, Francisca Valenzuela et El Polaco, entre autres.
Le 13 septembre 2017, il a été présenté comme interprète de la chanson Mi Paz le Doy, une chanson choisie pour servir d'hymne officiel de la visite du pape François au Chili, qui s'est déroulée du 15 au 18 janvier, 2018.
En 2020, il accompagne une tournée avec le groupe de cumbia Los Ángeles Azules avec la chanson 20 Rosas avec Jay de la Cueva. Ce concert est enregistré en direct dans le Salón Unione e Benevolenza de Buenos Aires.
En 2021, il sort l'album Por Ellas qui comprend des reprises des chansons interprétées par des artistes féminines comme Mon Laferte, Ana Gabriel, Laura Pausini, Thalía et Myriam Hernández, entre autres. Les morceaux ont été extraits d'un concert virtuel qu'Américo a tenu le 26 juin 2021, où il n'était accompagné que d'un piano et d'un saxophone.

## Discographie

### Albums
Avec La Nueva Alegría
- Así Es (2008)
- A Morir (2008)
- Yo Soy (2010)
- Yo sé (2011)
- Américo de América (r2013)
- Por siempre (2015)

### Singles
Avec La Nueva Alegria
- "El Embrujo"
- "Traicionera"
- "Te Vas"
- "Que Levante La Mano"
- "Tu hipocresía"
- "Niña ay"
- "Adiós amor"
- "Te eché al olvido"
- "Amor se escribe con llanto"
- "Buscaré otro amor"
- "Lágrimas de amor"
- "Necesito un amor"
- "Nada más"
- "Juguete de nadie"